# استان ام‌البواقی
| استان ام‌البواقی   | استان ام‌البواقی    |
| ----------------- | ------------------ |
|                   |                    |
|                   |                    |
| کشور              | الجزایر            |
| مساحت             | ۶٬۷۶۸ کیلومتر مربع |
| جمعیت             |                    |
| جمعیت             | ۶۴۴٬۳۶۴            |
| تراکم جمعیت       | ۹۵٫۲/کیلومتر مربع  |
| شمارگان           |                    |
| شمارهٔ استان       | ۴                  |
| پیش‌شمارهٔ تلفنی    | ۰۳۲                |
| تعداد فرمانداری‌ها | ۱۲                 |
| تعداد شهرستان‌ها   | ۲۹                 |
| کد پستی           |                    |

استان ام‌البواقی نام استان چهارم کشور الجزایر است.

## شهرستان‌ها
این استان از شهرستان‌های زیر تشکیل شده است:
- ناحیه عین بابوش
- ناحیه عین البیضاء
- ناحیه عین فکرون
- ناحیه عین کرشه
- ناحیه عین ملیله
- ناحیه دهاله)
- ناحیه فکرینه
- ناحیه قصر صباحی
- ناحیه مسکیانه
- ناحیه أم البواقی
- ناحیه سیقوس
- ناحیه سوق نعمان